# سورن لارسن (کشتی)
سورن لارسن (به انگلیسی: Soren Larsen) یک کشتی است که طول آن ۱۴۵ فوت (۴۴ متر) می‌باشد.